# Vanessa Cristina
Vanessa Cristina de Souza (São Paulo, 20 de novembro de 1989) é uma atleta paralímpica brasileira da classe T54, destinada a pessoas que competem em cadeiras de rodas.
Aos 24 anos, Vanessa teve a perna esquerda amputada depois de sofrer um acidente de moto na cidade de Santos, no litoral de São Paulo. Meses depois do acidente, passou a treinar e competir em cadeiras de rodas. 
Em 2017, conquistou o primeiro lugar na Corrida Internacional de São Silvestre entre os cadeirantes, feito que repetiu em 2018 e 2019.   
Em 2020 conquistou resultados expressivos em maratonas internacionais, conquistando o primeiro lugar nas Maratonas de Los Angeles e Sevilha.  Em Sevilha, quebrou o recorde brasileiro da Maratona, com o tempo de 1h40min21s. 
Em 2021 foi convocada pelo Comitê Paralímpico Brasileiro para representar o Brasil nos Jogos Paralímpicos de Verão de 2020 em Tóquio. 